# Třída Français (1901)
Třída Français (jinak též třída Morse)  byla třída ponorek francouzského námořnictva. Celkem byly postaveny dvě jednotky této třídy. Francouzské námořnictvo je provozovalo v letech 1902–1914.

## Stavba
Celkem byly postaveny dvě jednotky této třídy. Navrhl je Gaston Romazzotti. Jejich stavbu finacovala sbírka vyhkášená během Fašodské krize novinami Le Matin. Postavila je loděnice Arsenal de Cherbourg v Cherbourgu. Stavba byla zahájena roku 1900. Do služby byly přijaty roku 1902.
Jednotky třídy Français:
| Jméno          | Založení kýlu | Spuštěn        | Vstup do služby | Osud           |
| -------------- | ------------- | -------------- | --------------- | -------------- |
| Français (Q11) | 1900          | 29. ledna 1901 | 1902            | Vyřazena 1914. |
| Algérien (Q12) | 1900          | 25. dubna 1901 | 1902            | Vyřazena 1914. |

## Konstrukce
Ponorky měly ocelový jednoplášťový trup. Vyzbrojeny byly jedním 450mm torpédometem a dvěma dalšími externími 450mm torpédy. Pohonný systém tvořil jeden elektromotor o výkonu 307 hp, pohánějící jeden lodní šroub. Energii čerpal z akumulátorů, které během plavby nebylo možné nabíjet. Nejvyšší rychlost dosahovala 10,1 uzlu na hladině a 8,3 uzlu pod hladinou. Dosah byl 135 námořních mil při rychlosti šest uzlů na hladině a 97 námořních mil při rychlosti 4,3 uzlu pod hladinou. Operační hloubka ponoru dosahovala třicet metrů.